# Elétrica (álbum)
| Críticas profissionais | Críticas profissionais |
| Avaliações da crítica  | Avaliações da crítica  |
| Fonte                  | Avaliação              |
| ---------------------- | ---------------------- |
| Carnasite              | [ 1 ]                  |
| Folha de S.Paulo       | Desfavorável           |

Elétrica é o primeiro álbum ao vivo da artista musical brasileira Daniela Mercury, lançado em 5 de outubro de 1998 através da Epic Records. As canções presentes no álbum foram extraídas de um show realizado em 22 de agosto de 1998 no Solar do Unhão, em Salvador. Parte dos direitos autorais do álbum foram doados à UNICEF.
As canções "Terra Festeira", "Trio Metal" e "Tua Lua" foram lançadas como singles.

## Faixas
| N.º | Título                                                                                          | Compositor(es)                                         | Duração |  |
| 1.  | "Elétrica"                                                                                      | Daniela Mercury                                        |         |  |
| 2.  | "Swing da Cor"                                                                                  | Luciano Gomes                                          |         |  |
| 3.  | "O Canto da Cidade"                                                                             | Mercury, Tote Gira                                     |         |  |
| 4.  | "Salve-se Quem Puder"                                                                           | Ramon Cruz                                             |         |  |
| 5.  | "Abraço"                                                                                        | Mercury                                                |         |  |
| 6.  | "Música de Rua"                                                                                 | Mercury, Pierre Onasis                                 |         |  |
| 7.  | "Terra Festeira"                                                                                | Alain Tavares, Gilson Babilônia                        |         |  |
| 8.  | "Feijão de Corda"                                                                               | Cruz                                                   |         |  |
| 9.  | "Vulcão da Liberdade/Faraó, Divindade do Egito/Uma História de Ifá (Elegibô)/Madagascar Olodum" | Tonho Matéria/Gomes/Ytthamar Tropicália, Rey Zulu/Zulu |         |  |
| 10. | "Tua Lua"                                                                                       | Mercury, Alfredo Moura                                 |         |  |
| 11. | "O Mais Belo dos Belos/Por Amor ao Ilê"                                                         | Guiguio, Adailton Poesia, Valter Farias                |         |  |
| 12. | "Você Não Entende Nada/Cotidiano"                                                               | Caetano Veloso/Chico Buarque                           |         |  |
| 13. | "Trio Metal"                                                                                    | Moura, Mercury, Renan Ribeiro, Marcelo Porciúncula     |         |  |
| 14. | "O Reggae e o Mar/Venha Me Amar/Batuque"                                                        | Zulu, Mercury/Genivaldo Evangelista                    |         |  |
| 15. | "Rapunzel"                                                                                      | Carlinhos Brown, Tavares                               |         |  |
| 16. | "Toda Menina Baiana"                                                                            | Gilberto Gil                                           |         |  |

## Desempenho nas tabelas musicais
| Tabela Musical (1998) | Melhor posição |
| --------------------- | -------------- |
| Portugal (AFP)        | 2              |

## Vendas e certificações
| Região                                         | Certificação | Vendas  |
| ---------------------------------------------- | ------------ | ------- |
| Portugal (AFP)                                 | Platina      | 40,000^ |
| ^distribuições baseadas apenas na certificação |              |         |